# جون بليدز
جون بليدز (بالإنجليزية: John Blades)‏ هو مهندس مدني ومهندس أسترالي، ولد في 8 ديسمبر 1959، وتوفي في 25 نوفمبر 2011 في Greenwich, New South Wales ‏ في أستراليا.

## وصلات خارجية
- جون بليدز على موقع ميوزك برينز (الإنجليزية)